# Salvador (canção)
Salvador é uma canção de Edmar Filho, Henrique Cerqueira e Rafael Bernardo gravada pela cantora brasileira Claudia Leitte para o extended play Sette. A canção é uma homenagem para a cidade de Salvador, Bahia.

## Composição e lançamento
A canção é composição de Edmar Filho, Henrique Cerqueira e Rafael Bernardo. Claudia Leitte havia trabalhado com Henrique anteriormente nas canções "Pensando em Você", "Crime" e "Quer Saber?". A canção é uma homenagem feita para a cidade Salvador, Bahia.
| “ | "A nova música de trabalho, 'Salvador', por exemplo, é uma das canções que está presente no show de hoje e tem tudo a ver com o momento da nossa música". | ” |

## Recepção da crítica
Patrick Moraes do site "Cuíra Musical" mencionou que a canção é uma ótima composição. Mauro Ferreira do site "Notas Musicais" citou que a canção soa como propaganda turística da capital da Bahia e da axé music.